# Рёль-Вержи
Рёль-Вержи́ (фр. Reulle-Vergy) — коммуна во Франции, находится в регионе Бургундия. Департамент коммуны — Кот-д’Ор. Входит в состав кантона Жевре-Шамбертен. Округ коммуны — Дижон.
Код INSEE коммуны — 21523.

## Население
Население коммуны на 2010 год составляло 120 человек.
| 1962 | 1968 | 1975 | 1982 | 1990 | 1999 | 2010 |
| ---- | ---- | ---- | ---- | ---- | ---- | ---- |
| 100  | 98   | 82   | 84   | 105  | 99   | 120  |

## Экономика
В 2010 году среди 78 человек трудоспособного возраста (15—64 лет) 57 были экономически активными, 21 — неактивными (показатель активности — 73,1 %, в 1999 году было 76,7 %). Из 57 активных жителей работали 53 человека (26 мужчин и 27 женщин), безработных было 4 (1 мужчина и 3 женщины). Среди 21 неактивных 7 человек были учениками или студентами, 11 — пенсионерами, 3 были неактивными по другим причинам.